# Остапенко Дмитро Іванович
Дмитро Іванович Остапенко (нар. 3 листопада 1946) — український державний та культурний діяч. Міністр культури і мистецтв України (з 25 вересня 1995 по 4 серпня 1999 рр.), генеральний директор Національної філармонії України (з 1999 року до 28 грудня 2022 року).

## Життєпис
Народився 3 листопада 1946 року в селі Новачиха Хорольського району Полтавської області.

### Освіта
Закінчив Полтавське державне музичне училище імені Миколи Лисенка (1964), Харківський інститут мистецтв (1968). Професор.

### Діяльність
З 1966 — артист Ансамблю народних інструментів Харківської обласної філармонії.
У 1968—1973 — викладач по класу народних інструментів Харківського культурно-освітнього училища, згодом — Харківського державного інституту культури.
З 1973 по 1977 — працював в Харківському обкомі ЛКСМУ та міськкому Компартії України.
З 1977 по 1982 — Директор Харківського академічного театру опери і балету імені М. В. Лисенка.
З 1982 по 1984 — Начальник головного управління театрів і музичних закладів Міністерства культури УРСР, член колегії Міністерства культури УРСР.
З 1984 по 1991 — Інструктор, завідувач сектором театрів і музичного мистецтва, консультант в апараті ЦК Компартії України.
З 1991 по 1992 — Завідувач відділу культури Інституту наукових інновацій Українського відділення міжнародного центру наукової культури «Всесвітня лабораторія».
З 1992 по 1995 — генеральний директор — художній керівник Національної філармонії України.
З 25.09.1995 по 04.08.1999 — Міністр культури і мистецтв України.
З 1999 — генеральний директор Національної філармонії України (до 28 грудня 2022 року).

### Творча діяльність
Соліст-інструменталіст (домра), репертуар становить понад 40 творів. Він з успіхом гастролював в Україні, та за кордоном. Працював викладачем Київський національний університет культури і мистецтв, з 1995-го — старший викладач, доцент, а з 1998 року — професор Національної музичної академії України імені Петра Чайковського. За ініціативою та за його безпосередньої участі в Національній філармонії створено нові художні колективи, які стали знаними не тільки в Україні, а й далеко за її межами: симфонічний оркестр, квартет баяністів, квартет гітаристів, інструментальний ансамбль «Джерело». В концертному виконанні забезпечено постановки опер М. Лисенка «Наталка Полтавка», Семена Гулака-Артемовського «Запорожець за Дунаєм», П. Чайковського «Євгеній Онєгін», Джузеппе Верді «Травіата», чим започаткував створення камерного театру при консерваторії.
Автор ряду культурно-мистецьких проектів, Днів культури України в Казахстані, Словаччині, Болгарії, Узбекистані, Росії, Франції, учасник проектів з реконструкції та капітального ремонту визначних пам'яток культури — будинків Національної філармонії України, Національного палацу «Україна», Культурного центру України в Москві.

### Адміністративна діяльність
За час його перебування на посаді міністра культури завершили капітальний ремонт Національної філармонії України, заснували Академічний симфонічний оркестр Національної філармонії України.

### Звання
- Народний артист України (2003)[1].
- Заслужений діяч мистецтв України.
- Лауреат республіканського фестивалю творчої молоді України (1968).
- Кавалер ордена «За заслуги» ІІ ступеня.[2]

## Сім'я
Син — гітарист Андрій Остапенко, соліст Національної філармонії України.